# Pjotrovice
Pjotrovice je vas na Poljskem (Mazovijsko vojvodstvo). Naselie ima okoli 352 prebivalcev. Naselie je obstajalo že v 13. stoletju.